# Asteracmea roseoradiata
Asteracmea roseoradiata is een slakkensoort uit de familie van de Lottiidae. De wetenschappelijke naam van de soort is voor het eerst geldig gepubliceerd in 1912 door Verco.